# Didelis miškas
Didelis miškas este o arie protejată (sit de importanță comunitară — SCI) din Lituania întinsă pe o suprafață de 9,6 ha, integral pe uscat.

## Localizare
Centrul sitului Didelis miškas este situat la coordonatele 55°13′41″N 24°10′09″E / 55.228°N 24.1691°E.

## Înființare
Situl Didelis miškas a fost declarat sit de importanță comunitară în august 2016 pentru a proteja un număr necunoscut de specii din flora spontană și fauna sălbatică aflate în arealul zonei.

## Biodiversitate
Situată în ecoregiunea boreală, aria protejată conține 1 habitat natural: Păduri caducifoliate bătrâne naturale hemiboreale fino-scandinave (Quercus, Tilia, Acer, Fraxinus sau Ulmus) bogate în specii epifite.
La baza desemnării sitului se află un număr nedeclarat de specii protejate.